# Caraque (província)

Localização de Caraque na Jordânia

Caraque ou Queraque (em árabe: الكرك; romaniz.: al-Karak ou al-Kerak) é uma das províncias que dividem a Jordânia. Tem como capital a cidade homônima. Ocupa uma área de 3 495 quilômetros quadrados e segundo censo de 2015, havia 316 629 habitantes.